# Flick of the Switch (singolo)
Flick of the Switch è un brano degli AC/DC, pubblicato dall'etichetta discografica Atlantic Records nel 1983 come terzo singolo estratto dall'album Flick of the Switch, in abbinamento a Badlands come Lato B.
Il singolo è uscito solo in alcuni paesi, tra cui Australia, Canada e Stati Uniti.

## Brano
Similmente ai video girati per l'album Back in Black, il video del brano mostra il gruppo che suona all'interno di un hangar, circondato da amplificatori con il logo degli AC/DC. Alcune versioni del video iniziano con scene di prove in cui si vede che Angus prova I passi del suo striptease mentre in sottofondo si sente Brian Johnson cantare e altri membri del gruppo ridere.
Il periodo in cui il video è stato girato coincide con il momento dell'abbandono del batterista Phil Rudd, e della sua sostituzione con Simon Wright.

## Tracce
1. Flick of the Switch
2. Badlands

## Formazione
- Brian Johnson - voce
- Angus Young - chitarra solista
- Malcolm Young - chitarra ritmica
- Cliff Williams - basso
- Phil Rudd - batteria